# سيلزو مورايس
سيلزو مورايس (4 أغسطس 1979 في البرازيل – )؛ هو لاعب كرة قدم سابق كان يلعب كمدافع.

## وصلات خارجية
- سيلزو مورايس على موقع رابطة كرة القدم اليابانية للمحترفين (اليابانية)
- سيلزو مورايس على موقع قاعدة بيانات كرة القدم.إي يو (الإنجليزية)
- سيلزو مورايس على موقع Soccerway.com (الإنجليزية)